# José Blanchart
José Blanchart (Posadas, Misiones, 20 de abril de 1963) es un exfutbolista argentino. Se desempeñaba como volante ofensivo.

## Clubes
| Club                     | País      | Año       |
| ------------------------ | --------- | --------- |
| Deportivo Mandiyú        | Argentina | 1988-1990 |
| Vélez Sarsfield          | Argentina | 1990      |
| Las Palmas               | España    | 1990-1991 |
| Belgrano (Cba.)          | Argentina | 1992-1993 |
| Guaraní Antonio Franco   | Argentina | 1993-1994 |
| Chacarita Juniors        | Argentina | 1994      |
| Talleres (Perico)        | Argentina | 1995      |
| Talleres (RdE)           | Argentina | 1995-1996 |
| Gimnasia y Esgrima (CdU) | Argentina | 1996-1997 |
| Sportivo Italiano        | Argentina | 1997-1998 |